# Enkhausen (Meschede)
Enkhausen ist ein Ortsteil von Meschede im Hochsauerlandkreis und liegt etwa 4,5 Kilometer südwestlich der Kernstadt am Hennesee.

## Geschichte
Enkhausen wurde im 14. Jahrhundert erstmals urkundlich erwähnt. Der Ortsname ist wahrscheinlich eine Bildung aus einem Personennamen Thedi oder Thedo und -inghausen. Das T- am Wortanfang hat sich bis zur frühen Neuzeit erhalten und ist später weggefallen. Auch wurde anfangs zwischen Ober- und Niederenkhausen unterschieden. Um 1819 lebten in sieben Häusern 58 Einwohner. Der Ort lag früher an der Henne und wurde in den 1950er Jahren wegen der Vergrößerung der Hennetalsperre etwa 500 Meter nach Südwesten verlegt. Einige Häuser wurden auch direkt an der Bundesstraße 55 errichtet.
Enkhausen gehört zur Pfarrgemeinde St. Jakobus Remblinghausen. Bis zur kommunalen Neugliederung, die am 1. Januar 1975 in Kraft trat, war Enkhausen ein Ortsteil der Gemeinde Remblinghausen. 